# Piet Zelissen
Petrus Guillaume Jacobus (Piet) Zelissen (Lage Zwaluwe, 29 januari 1941) is een Nederlands politicus.
Hij studeerde Duitse taal- en letterkunde aan de Katholieke Universiteit Nijmegen waar hij in 1966 afstudeerde. Daarna werd hij docent Duits aan het Titus Brandsma Lyceum in Oss en daarnaast maakte hij deel uit van de KVP-fractie van de gemeenteraad is Oss. In 1969 promoveerde Zelissen en in mei 1971 werd hij lid van de Tweede Kamer. Ruim een jaar later, bij de Tweede Kamerverkiezingen van 1972 verloor de KVP acht van de 35 zetels waarmee aan zijn kamerlidmaatschap een einde kwam. Hij werd gerekend tot de linkervleugel van de KVP en na enige tijd lid te zijn geweest van de PPR werd hij in 1977 lid van de PvdA. Zelissen was conrector aan de Vincent van Gogh HAVO in Oss tot hij in 1987 benoemd werd tot burgemeester van Grave wat hij tot zijn pensionering in februari 2006 bleef al werd hij wel in 2002 tijdelijk vervangen door Henk Hendriksen als waarnemend burgemeester toen Zelissen voor een wat langere tijd ziek was. Daarnaast is hij van 1995 tot 2003 lid geweest van de Provinciale Staten van Noord-Brabant.
- Parlement.com: vg09llihmis6